# 책읽아웃
《책읽아웃》은 예스24가 제작하는 책을 주제로 한 대한민국의 팟캐스트다.
예스24 지하 스튜디오에서 녹음하며 매주 목요일과 금요일 업로드된다.

## 진행자
- 황정은
- 오은

역대 진행자
- 김동영
- 김하나
- 이혜민

책책책
- 생선 프랑소와 엄 캘리[2]

삼천포 책방
- 김하나 단호박 그냥[3]

어떤,책임
- 불현듯 프랑소와 엄 캘리

삼자대책

그냥 단호박 한자

## 에피소드 정보

### 2017년
| 회차 | 코너              | 제목                                          | 업로드 날짜 |
| ---- | ----------------- | --------------------------------------------- | ----------- |
| 1    | 김하나의 측면돌파 | 북칼럼니스트 이다혜를 만나다!                 | 2017.10.21  |
| 2    | 김동영의 읽는인간 | 생선 작가, 가수 오지은과 재회하다!            | 2017.10.26  |
| 3    | 김하나의 측면돌파 | ((본격 음주방송)) 김호와 맥주를 마시다!       | 2017.11.02  |
| 4    | 김동영의 읽는인간 | 에디터 김지수, 사실은 시 읽는 여배우?!        | 2017.11.09  |
| 5    | 김하나의 측면돌파 | 팟캐스트 선배 제현주 저자에게 듣는 노하우     | 2017.11.16  |
| 6    | 김동영의 읽는인간 | 시인 오은이 후회하고 있는 일?                 | 2017.11.23  |
| 7    | 김하나의 측면돌파 | 작가 도대체, 일단 오늘은 방송을 합시다        | 2017.11.30  |
| 8    | 김동영의 읽는인간 | 구혜선의 꿈                                   | 2017.12.07  |
| 9    | 김하나의 측면돌파 | 최민석 소설가, 이래서 제목을 잘 지어야 합니다 | 2017.12.14  |
| 10   | 김동영의 읽는인간 | 장수연 PD, 엄마를 이야기하는 '방화범'?        | 2017.12.21  |
| 11   | 김하나의 측면돌파 | 정세랑 작가, 문학상이 최고예요                | 2017.12.28  |

### 2018년
| 회차 | 코너              | 제목                                                   | 업로드 날짜 |
| ---- | ----------------- | ------------------------------------------------------ | ----------- |
| 12   | 김동영의 읽는인간 | 정신과 의사 김병수, 스트레스는 나의 친구               | 2018.01.04  |
| 13   | 김하나의 측면돌파 | 전 국가대표 조준호, ‘잘 대답하는 연습?’                | 2018.01.11  |
| 14-1 | 김동영의 읽는인간 | 박지호 편집장, 라이카의 매력을 찾아서                  | 2018.01.18  |
| 14-2 | 책책책            | 위기의식을 느낀 생선! - 시작을 함께하면 좋을 책        | 2018.01.20  |
| 15-1 | 김하나의 측면돌파 | 소설가 배명훈, 제가 잘하는 건 쓰는 거예요              | 2018.01.25  |
| 15-2 | 삼천포 책방       | 행복은...... '빠다'야!                                 | 2018.01.26  |
| 16-1 | 김동영의 읽는인간 | 김민식 PD, 중요한 건 결과가 아니라 과정!               | 2018.02.01  |
| 16-2 | 책책책            | 왜 우리는 감성에 끌리나! - 외로울 때 읽으면 좋을 책    | 2018.02.02  |
| 17-1 | 김하나의 측면돌파 | 사회학자 오찬호, 괜찮지 않은 것들                      | 2018.02.08  |
| 17-2 | 삼천포 책방       | 급진적인 고양이                                        | 2018.02.09  |
| 18-1 | 김동영의 읽는인간 | 뮤지션 요조가 말하는 '나의 쓸모'                       | 2018.02.15  |
| 18-2 | 책책책            | 프랑소와 엄의 깜짝 전화 연결의 주인공은?               | 2018.02.15  |
| 19-1 | 김하나의 측면돌파 | 여행작가 김민철, 후배인데 팀장 같았어요                | 2018.02.22  |
| 19-2 | 삼천포 책방       | 그래서 소개하려는 책이 뭐라고요?                       | 2018.02.23  |
| 20-1 | 김동영의 읽는인간 | 사랑해서 싸우는, 김은덕 백종민 작가                    | 2018.03.01  |
| 20-2 | 책책책            | 세상에 쓸데없는 배움은 없다!                           | 2018.03.01  |
| 21-1 | 김하나의 측면돌파 | 김보람 작가, 피를 제대로 보고 싶은 분들에게            | 2018.03.08  |
| 21-2 | 삼천포 책방       | 읽으면서 몇몇 군상들이 떠올랐어요                      | 2018.03.09  |
| 22-1 | 김동영의 읽는인간 | 뮤지션 김목인에게 번역이란?                            | 2018.03.15  |
| 22-2 | 책책책            | 더 일찍 알았다면 좋았을 책 BEST 3                      | 2018.03.16  |
| 23-1 | 김하나의 측면돌파 | 서평가 금정연, "책, 정말 읽고 싶은데 읽기 싫다"        | 2018.03.22  |
| 23-2 | 삼천포 책방       | 이 방에는 지혜로운 사람이.... 없습니다                 | 2018.03.23  |
| 24-1 | 김동영의 읽는인간 | 느린 사람들의 필독 매거진 <어라운드> 탄생기            | 2018.03.29  |
| 24-2 | 책책책            | 마지막 회 - 의외로 재미있는 책 BEST 1,2,3              | 2018.03.30  |
| 25-1 | 김하나의 측면돌파 | '배달의민족' 김봉진, 바쁜데 책은 언제 읽어요?          | 2018.04.05  |
| 25-2 | 삼천포책방        | ‘흔그’가 아니라 ‘헝거’                                 | 2018.04.06  |
| 26-1 | 오은의 옹기종기   | 첫 게스트, 시인 김민정의 정체성 대탐구!                | 2018.04.12  |
| 26-2 | 어떤 책임         | 오은은 왜 불현듯인가? 깜짝 전화 연결 신고식            | 2018.04.13  |
| 27-1 | 김하나의 측면돌파 | 만화가 난다, “책 쓰면서 글쓰기가 늘었어요”             | 2018.04.19  |
| 27-2 | 삼천포책방        | ‘책완얼’,어차피 책도 완성은 얼굴이야!                  | 2018.04.20  |
| 28-1 | 오은의 옹기종기   | 노래방 책에 빠져든 국어학자 한성우!                    | 2018.04.26  |
| 28-2 | 어떤 책임         | 재밌다고 하지만, 두 번 다시 안 해요!                   | 2018.04.27  |
| 29-1 | 김하나의 측면돌파 | 작가 봉현 “사실 실수 좀 하고 싶어요”                   | 2018.05.03  |
| 29-2 | 삼천포책방        | 우리 도서 팟캐스트 아니에요?                           | 2018.05.04  |
| 30-1 | 오은의 옹기종기   | ‘책의해’ 공개방송, 보노보노와 사랑에 빠진 김신회 작가  | 2018.05.10  |
| 30-2 | 오은의 옹기종기   | 위로가 필요한 사람에게 꼭 하는 말 (G. 김신회)          | 2018.05.11  |
| 31-1 | 김하나의 측면돌파 | 검사 김웅, 검사님 좀 뵐 수 있을까요?                   | 2018.05.17  |
| 31-2 | 삼천포책방        | 프리랜서 톨콩의 ‘시간’을 찾아라!                       | 2018.05.18  |
| 32-1 | 오은의 옹기종기   | 김범준 ‘첫 만남에서 대화를 잘하는 노하우’              | 2018.05.24  |
| 32-2 | 어떤,책임         | 혼자 읽긴 너무 아까운 책 + 알쏭달쏭                    | 2018.05.25  |
| 33-1 | 김하나의 측면돌파 | 한승태, 몸으로 쓴 고기의 일대기                        | 2018.05.31  |
| 33-2 | 삼천포책방        | 연애의 기술, skill 말고 art! - 농협은행 등장           | 2018.06.01  |
| 34-1 | 오은의 옹기종기   | 소설가 장강명이 생각하는 정상적인 사회란?              | 2018.06.07  |
| 34-2 | 어떤,책임         | 프로필부터 지나치게 재밌습니다                         | 2018.06.08  |
| 35-1 | 김하나의 측면돌파 | 시인 박연준, 프리다 칼로를 시로 번역하다               | 2018.06.14  |
| 35-2 | 삼천포책방        | 있는 자들아, 이러다 우리 다 죽어~!                     | 2018.06.15  |
| 36-1 | 오은의 옹기종기   | 첫 시집은 왜 괴로울까요? '유희경', '이상협' 시인       | 2018.06.21  |
| 36-2 | 어떤,책임         | 시를 모르지만 시집을 읽고 싶은 사람에게                | 2018.06.22  |
| 37-1 | 김하나의 측면돌파 | '계간 홀로' 편집장 이진송의 차녀 힙합 대방출!          | 2018.06.28  |
| 37-2 | 삼천포책방        | 서늘하고 우아하고 호쾌한 복수                          | 2018.06.29  |
| 38-1 | 오은의 옹기종기   | 울보와 짤보가 만났을 때 - 정강현 기자                  | 2018.07.05  |
| 38-2 | 어떤,책임         | 그분이 우리 방송 들으신대요                            | 2018.07.06  |
| 39-1 | 김하나의 측면돌파 | 여기가 수신지 작가님 팬미팅 장소인가요?                | 2018.07.12  |
| 39-2 | 삼천포책방        | 단호박이 찾아간 인생상담소                             | 2018.07.13  |
| 40-1 | 오은의 옹기종기   | 권여선 작가, 인생의 기쁨 팔 할이 술?                   | 2018.07.19  |
| 40-2 | 어떤,책임         | 삼천포책방 ‘그냥’님이 등장했다!                        | 2018.07.20  |
| 41-1 | 김하나의 측면돌파 | 유현준 교수가 평가한 ‘책읽아웃’ 스튜디오               | 2018.07.26  |
| 41-2 | 삼천포책방        | 이것이 어른의 비트죠                                   | 2018.07.27  |
| 42-1 | 오은의 옹기종기   | 여성성, 남성성 말고 인간성 '손경이 강사'               | 2018.08.02  |
| 42-2 | 어떤,책임         | 표지가 미래다 + 성대모사 달인 ‘샐리오빠’               | 2018.08.03  |
| 43-1 | 김하나의 측면돌파 | 장혜영과 장혜정은 멋진 할머니가 될 거예요              | 2018.08.09  |
| 43-2 | 삼천포책방        | 스튜디오에 가져갈 세 권의 책                           | 2018.08.10  |
| 44-1 | 오은의 옹기종기   | 김금희, 문학 출판사에 갈 순 없었어요                   | 2018.08.16  |
| 44-2 | 어떤,책임         | PD가 편집하다 영업 당한 그 책!                         | 2018.08.17  |
| 45-1 | 김하나의 측면돌파 | 김은경 작가의 ‘써지는 책’                              | 2018.08.23  |
| 45-2 | 삼천포책방        | 밀실의 법칙, 위로의 법칙, 취향의 법칙                  | 2018.08.24  |
| 46-1 | 오은의 옹기종기   | 강원국, 자존감 생기는 글쓰기 노하우                    | 2018.08.30  |
| 46-2 | 어떤,책임         | 읽다 보니 궁금해졌어요                                 | 2018.08.31  |
| 47-1 | 김하나의 측면돌파 | ‘대책 없는’ 의외의사실, 고전을 여행하다                | 2018.09.06  |
| 47-2 | 삼천포책방        | 아흔일곱 번의 ‘망스클’ 가입 권유                       | 2018.09.07  |
| 48-1 | 오은의 옹기종기   | 박준 시인이 머플러를 하는 이유                         | 2018.09.13  |
| 48-2 | 어떤,책임         | 박준이 책임감을 갖고 가져온 책                         | 2018.09.14  |
| 49-1 | 김하나의 측면돌파 | 이경미 감독, 모든 아픔과 외로움은 영화로 승화!         | 2018.09.20  |
| 49-2 | 삼천포책방        | 기름떡볶이에서 시작한 랩                               | 2018.09.21  |
| 50-1 | 오은의 옹기종기   | 서늘한여름밤 님, 정말 잘 나오셨어요                    | 2018.09.27  |
| 50-2 | 오은의 옹기종기   | 그가 울었다! 무슨 책을 가져왔길래                      | 2018.09.28  |
| 51-1 | 김하나의 측면돌파 | 서른일곱 정새난슬의 머릿속을 지배한 음악               | 2018.10.04  |
| 51-2 | 삼천포책방        | 과연 우리는 대화를 하고 있는 걸까요?                   | 2018.10.05  |
| 52-1 | 오은의 옹기종기   | 소설가 윤성희의 ‘첫 문장, and 마지막 문장’             | 2018.10.11  |
| 52-2 | 어떤,책임         | 특집! 우리를 설레게 한 그림책 BEST 3                   | 2018.10.12  |
| 53-1 | 김하나의 측면돌파 | ‘관종’ 박상영 “다 이러고 사는 줄 알았어요”             | 2018.10.18  |
| 53-2 | 삼천포책방        | 억양을 흉내낸다는 것에 대하여                          | 2018.10.19  |
| 54-1 | 오은의 옹기종기   | 김봉곤, 전업 연애가 하고 싶은 소설가                   | 2018.10.25  |
| 54-2 | 어떤,책임         | 인생을 조금 잘 살고 싶다면요                           | 2018.10.26  |
| 55-1 | 김하나의 측면돌파 | 이원영 펭귄박사의 극단적인 생활                        | 2018.11.01  |
| 55-2 | 삼천포책방        | 어른에게도 만화와 고양이가 필요하다                    | 2018.11.02  |
| 56-1 | 오은의 옹기종기   | 김소연 시인이 진짜 원해서 한 일                        | 2018.11.08  |
| 56-2 | 어떤,책임         | 있어빌리티? 정말 ‘있는’ 책 BEST 3                      | 2018.11.09  |
| 57-1 | 김하나의 측면돌파 | 그래픽 디자이너 이재민 "레코드와 고양이의 상관관계"    | 2018.11.15  |
| 57-2 | 삼천포책방        | 그런 남자들도 분명 있거든?!                            | 2018.11.16  |
| 58-1 | 오은의 옹기종기   | ‘아도이’ 오주환, 잘 살고 싶은 마음이란                 | 2018.11.22  |
| 58-2 | 어떤,책임         | 귤 까먹으면서 읽으면 좋을 책                           | 2018.11.23  |
| 60-1 | 부산 공개방송 1부 | 김하나 오은 부산에 가다!                               | 2018.11.29  |
| 60-1 | 부산 공개방송 2부 | 의외의 게스트가 독자의 질문을 받다                     | 2018.11.30  |
| 60-1 | 오은의 옹기종기   | 이슬아 작가, 스튜디오에서 볼이 터질 뻔한 사연          | 2018.12.06  |
| 60-2 | 어떤,책임         | 내 마음에 온기를 느끼게 한 책                          | 2018.12.07  |
| 61-1 | 김하나의 측면돌파 | 허지원 임상심리학자의 ‘어쩌라고, 되면 좋고 아님 말고!’ | 2018.12.13  |
| 61-2 | 삼천포책방        | 뜬금 특집-이 만화가 대단하다!                          | 2018.12.14  |
| 62-1 | 오은의 옹기종기   | 은유, 글쓰기는 실패 체험이다                           | 2018.12.20  |
| 62-2 | 어떤,책임         | 연말 특집, 선물하면 좋을 책                            | 2018.12.21  |
| 63-1 | 김하나의 측면돌파 | 여성의 몸은 ‘배틀그라운드’                             | 2018.12.27  |
| 63-2 | 삼천포책방        | 작심삼일이라도 한 게 어디에요                          | 2018.12.28  |

### 2019년
| 회차  | 코너                  | 제목                                                     | 업로드 날짜 |
| ----- | --------------------- | -------------------------------------------------------- | ----------- |
| 64-1  | 오은의 옹기종기       | 말 잘하는 사람이 되고 싶나요? '한준호 아나운서'          | 2019.01.03  |
| 64-2  | 어떤,책임             | 걱정 많은 친구에게 추천하는 책                           | 2019.01.04  |
| 65-1  | 김하나의 측면돌파     | 문유석 판사, ‘재수 없는’ 독서가의 책 읽는 법             | 2019.01.10  |
| 65-2  | 삼천포책방            | 2019년을 똑바로 마주하고                                 | 2019.01.11  |
| 66-1  | 오은의 옹기종기       | 김현 시인의 난이도 있는 계획                             | 2019.01.17  |
| 66-2  | 어떤,책임             | 천천히 읽어도 참말 좋은 책                               | 2019.01.18  |
| 67-1  | 김하나의 측면돌파     | 번역가 노지양, 팟캐스트를 ‘own it’!                      | 2019.01.24  |
| 67-2  | 삼천포책방            | 드라마보다 더 드라마 같은 - 그냥님의 메소드 연기 등장    | 2019.01.25  |
| 68-1  | 오은의 옹기종기       | 서효인, 박혜진의 ‘매일’ 책을 읽는 삶                     | 2019.01.31  |
| 68-2  | 어떤,책임             | 이 책이 있어서 다행이야                                  | 2019.02.01  |
| 69-1  | 김하나의 측면돌파     | 김신지 작가의 모든 'ㅎ'을 찾아서                         | 2019.02.07  |
| 69-2  | 삼천포책방            | 제 태도를 다시 한 번 생각하게 됐어요                     | 2019.02.08  |
| 70-1  | 오은의 옹기종기       | 마성의 매력 ‘셀럽 맷’의 탄생기                           | 2019.02.14  |
| 70-2  | 어떤,책임             | 내 맘대로 가져온 책                                      | 2019.02.15  |
| 71-1  | 김하나의 측면돌파     | 김하나X황선우, 이 조합을 기다렸습니다                    | 2019.02.21  |
| 71-2  | 삼천포책방            | 이거 다 네트워큰겨~!                                     | 2019.02.22  |
| 72-1  | 오은의 옹기종기       | ‘유튜버’ 김겨울이 읽고 말하는 책                         | 2019.02.28  |
| 72-2  | 어떤,책임             | 우리의 뼈를 때린 책 BEST 3                               | 2019.03.01  |
| 73-1  | 김하나의 측면돌파     | 하지현 교수의 고민 ‘잘’ 하는 법                          | 2019.03.07  |
| 73-2  | 김하나의 측면돌파     | 미루기 위해 해왔던 모든 것들                             | 2019.03.08  |
| 74-1  | 오은의 옹기종기       | 김세희, 소설 잘 쓰는 김땡희 작가                         | 2019.03.14  |
| 76-2  | 어떤,책임             | 사랑니 빼고 읽으면 좋을 책                               | 2019.03.15  |
| 75-1  | 김하나의 측면돌파     | 곽정은 작가, '도'와 '서' 사이의 혼자                     | 2019.03.21  |
| 75-2  | 삼천포책방            | 반걸음이라도 더 낫게                                     | 2019.03.22  |
| 76-1  | 오은의 옹기종기       | 만화가 캐롯, 얼굴을 공개하기로 결심한 사연               | 2019.03.28  |
| 76-2  | 어떤,책임             | 이 책은 꼭 미리 읽길!                                    | 2019.03.29  |
| 77-1  | 김하나의 측면돌파     | 구병모 작가 “앞으로 다가올 게 틀림없이 더 좋을 것”       | 2019.04.04  |
| 77-2  | 삼천포책방            | 다른 세계를 떠도는 삼천포책방                            | 2019.04.05  |
| 78-1  | 오은의 옹기종기       | 특집! 이렇게 닮고, 다른 시인들 (박준, 김민정)            | 2019.04.11  |
| 78-2  | 어떤,책임             | ‘어떤,책임’의 다정을 사랑하는 사람들에게                 | 2019.04.12  |
| 79-1  | 김하나의 측면돌파     | 연예인 봉태규, 나라도 하지 않으면 아무도 하지 않을 일    | 2019.04.18  |
| 79-2  | 삼천포책방            | ‘왜’라는 질문을 하게 하는 사람                           | 2019.04.19  |
| 80-1  | 오은의 옹기종기       | 신예희 작가 "프리랜서는 용병이에요"                      | 2019.04.25  |
| 80-2  | 어떤,책임             | 엉덩이를 들썩이게 만드는 책                              | 2019.04.26  |
| 81-1  | 김하나의 측면돌파     | 김원영 변호사 "법 대신 춤, 사진 대신 초상화"             | 2019.05.02  |
| 81-2  | 삼천포책방            | 우리의 공통점 : 살아있는 동안 O에 간 사람이 아무도 없다  | 2019.05.03  |
| 82-1  | 오은의 옹기종기       | 양지훈 변호사 “퇴사를 왜 미안해 하죠?”                   | 2019.05.09  |
| 82-2  | 어떤,책임             | 건강한 관계를 위해 읽으면 좋을 책                        | 2019.05.10  |
| 83-1  | 김하나의 측면돌파     | 정여울 작가와 빈센트의 공통점                            | 2019.05.16  |
| 83-2  | 삼천포책방            | 영어덜트 소설의 힘                                       | 2019.05.17  |
| 84-1  | 오은의 옹기종기       | 문장 수리공 ‘김정선 작가’의 모든 것                      | 2019.05.23  |
| 84-2  | 어떤,책임             | 글이 쓰고 싶어졌어요                                     | 2019.05.24  |
| 85-1  | 김하나의 측면돌파     | 김혼비 작가의 우아하고 호쾌한 음주 방송                  | 2019.05.30  |
| 85-2  | 삼천포책방            | 도덕과 노동과 운동                                       | 2019.05.31  |
| 86-1  | 오은의 옹기종기       | 임진아 작가, 귀엽기 때문에 쓸모 있는 것들                | 2019.06.06  |
| 86-2  | 어떤,책임             | 결혼을 앞둔 친구에게 선물하고 싶은 책                    | 2019.06.07  |
| 87-1  | 김하나의 측면돌파     | 박찬일셰프 "제철이 없어지니 부지런히 드시라"             | 2019.06.13  |
| 87-2  | 삼천포책방            | 우리는 모두 연결되어 있어요                              | 2019.06.14  |
| 88-1  | 오은의 옹기종기       | 조남주, <사하맨션>은 딸에게 주고 싶은 책                 | 2019.06.20  |
| 88-2  | 어떤,책임             | TMI 대방출! 오늘은 왜 2권이죠?                           | 2019.06.21  |
| 89-1  | 김하나의 측면돌파     | 구정인 작가 출연 소감? “기분이 좋은 기분”                | 2019.06.27  |
| 89-2  | 삼천포책방            | 오늘의 등장인물 : 박막례 할머니, 고기오, 잠 전도사       | 2019.06.28  |
| 90-1  | 도서전 공개방송 1부   | 출판계의 문익점 ‘정세랑 & 이슬아’                        | 2019.07.04  |
| 90-2  | 도서전 공개방송 2부   | 우리가 사랑하는 작가, 책 + 서프라이즈 방송               | 2019.07.05  |
| 91-1  | 김하나의 측면돌파     | 이욱정 PD, 인간이 닭을 먹는다는 것의 의미                | 2019.07.11  |
| 91-2  | 삼천포책방            | 우리 ‘함고’(함께 고민)해 봐요                            | 2019.07.12  |
| 92-1  | 오은의 옹기종기       | 책읽아웃 찐팬 ‘브로콜리너마저 윤덕원’                    | 2019.07.18  |
| 92-2  | 어떤,책임             | '하고 싶은 일'과 '하고 있는 일'                          | 2019.07.19  |
| 93-1  | 김하나의 측면돌파     | ‘술도녀’ 미깡의 ‘출산 육아 오백 웹툰설’                  | 2019.07.26  |
| 93-2  | 삼천포책방            | 사랑과 즐거움과 행복을 부르는 격언                       | 2019.07.26  |
| 94-1  | 오은의 옹기종기       | 세상 자유로운 ‘구술생애사 작가’ 최현숙                   | 2019.08.01  |
| 94-2  | 어떤,책임             | 어떤 마음이 생긴 책                                      | 2019.08.02  |
| 95-1  | 김하나의 측면돌파     | 유시민 작가, 공개방송으로 풀어 낸 유럽 도시 이야기       | 2019.08.08  |
| 95-2  | 김하나의 측면돌파     | 유시민 작가와 함께하는 스피드 퀴즈                       | 2019.08.09  |
| 96-1  | 오은의 옹기종기       | 소설가 김애란 “팔짱보다 만끽, 1인칭보다 3인칭”           | 2019.08.15  |
| 96-2  | 어떤,책임             | 나에게 자꾸 말거는 책                                    | 2019.08.16  |
| 97-1  | 김하나의 측면돌파     | 유주연, 길고양이에게 배운 ‘공존’                         | 2019.08.22  |
| 97-2  | 삼천포책방            | 오롯한 하나의 시절                                       | 2019.08.23  |
| 98-1  | 오은의 옹기종기       | 김혜순, 계획을 세우지 않는 시인                          | 2019.08.29  |
| 98-2  | 어떤,책임             | 한바탕 춤춘 기분이에요                                   | 2019.08.30  |
| 99-1  | 젊은작가 공개방송 1부 | 김세희와 박상영의 ‘평행이론’                             | 2019.09.05  |
| 99-2  | 젊은작가 공개방송 2부 | 다양한 이야기를 쓰기 위해 고군분투하는 한국 작가         | 2019.09.06  |
| 100-1 | 오은의 옹기종기       | 꼭 반품해야 할 관계도 있다 (박민근 작가)                 | 2019.09.12  |
| 100-2 | 어떤,책임             | 추석 특집! 가족 이렇게 생각해봐요                        | 2019.09.13  |
| 101-1 | 김하나의 측면돌파     | 로버트 파우저 교수의 도시를 읽는 문법                    | 2019.09.19  |
| 101-2 | 삼천포책방            | 소수자들이 제자리를 찾아가는 힘                          | 2019.09.20  |
| 102-1 | 오은의 옹기종기       | 매일 쓰고 매일 지우는 ‘소설가 김연수’                    | 2019.09.26  |
| 102-2 | 어떤,책임             | 동료에게 선물하고 싶은 책                                | 2019.09.27  |
| 103-1 | 김하나의 측면돌파     | 백수린 소설가 "소설 쓰기는 사랑이다!"                    | 2019.10.03  |
| 103-2 | 삼천포책방            | 기발한 사랑의 순간들                                     | 2019.10.04  |
| 104-1 | 2주년 특집 1부        | 은희경, 내 눈치를 보는 소설가                            | 2019.10.10  |
| 104-2 | 2주년 특집 2부        | 은희경, 신작 '빛의 과거'의 추천사 고백                   | 2019.10.11  |
| 105-1 | 김하나의 측면돌파     | 아이돌 스케줄 김보라 감독, 정상성에서 벗어난 여성 이야기 | 2019.10.17  |
| 105-2 | 삼천포책방            | OOO와 살면서 삶에 다른 차원이 열렸어요                   | 2019.10.18  |
| 106-1 | 오은의 옹기종기       | 그림책, 음악, 동시까지! 사기캐 '박정섭' 작가             | 2019.10.24  |
| 106-2 | 어떤,책임             | 출근길에 읽으면 좋을 책                                  | 2019.10.25  |
| 107-1 | 김하나의 측면돌파     | 이혼 변호사가 밝히는 '80년대생의 흔한 이혼'              | 2019.10.31  |
| 107-2 | 삼천포책방            | 벽돌 한 장 쌓는 마음으로                                 | 2019.11.01  |
| 108-1 | 오은의 옹기종기       | 박서련 "여자 이야기가 짱인 것 같아요"                    | 2019.11.07  |
| 108-2 | 어떤,책임             | 자신감을 잃은 친구에게                                   | 2019.11.08  |
| 109-1 | 김하나의 측면돌파     | 장류진, 소설 쓰는 기쁨과 슬픔                            | 2019.11.14  |
| 109-2 | 삼천포책방            | 어떤 물건도 쓰레기로 취급하지 않는 삶                    | 2019.11.15  |
| 110-1 | 오은의 옹기종기       | 손보미 작가 "진지 모드 실패, 로또는 안 사요"             | 2019.11.21  |
| 110-2 | 어떤,책임             | 연말을 기다리며 읽으면 좋을 책                           | 2019.11.22  |
| 111-1 | 김하나의 측면돌파     | 인터뷰어 지승호 "김정은, 인터뷰 합시다!"                 | 2019.11.28  |
| 111-2 | 삼천포책방            | 대놓고 스릴러는 아니지만                                 | 2019.11.29  |
| 112-1 | 오은의 옹기종기       | 김사월 “인디계의 송은이가 되고 싶어요”                   | 2019.12.05  |
| 112-2 | 어떤,책임             | 과제를 마친 동생에게 추천하고 싶은 책                    | 2019.12.06  |
| 113-1 | 김하나의 측면돌파     | 식물세밀화가 이소영과 함께 떠나는 식물 산책              | 2019.12.12  |
| 113-2 | 삼천포책방            | 해리포터 20주년 특집 방송                                | 2019.12.13  |
| 114-1 | 오은의 옹기종기       | 김달님, 매일 미안해 하는 사람들에게                      | 2019.12.19  |
| 114-2 | 어떤,책임             | ‘어떤, 책임’ 피셜 올해의 책 BEST 3                       | 2019.12.20  |
| 115-1 | 김하나의 측면돌파     | 한의사 최혜미의 복약안내서                               | 2019.12.26  |
| 115-2 | 삼천포책방            | 가난은 죄가 아니다                                       | 2019.12.27  |

### 2020년
| 회차  | 코너                  | 제목                                                                | 업로드 날짜 |
| ----- | --------------------- | ------------------------------------------------------------------- | ----------- |
| 116-1 | 오은의 옹기종기       | 황인찬 “제 꿈은 전업 시인입니다”                                    | 2020.01.02  |
| 116-2 | 어떤,책임             | 집안일 하기 싫을 때, 읽는 책                                        | 2020.01.03  |
| 117-1 | 김하나의 측면돌파     | 이것이 바로 ‘최은영 작가론’이다                                     | 2020.01.09  |
| 117-2 | 삼천포책방            | 어른이 되어가는 과정                                                | 2020.01.10  |
| 118-1 | 오은의 옹기종기       | 가수 ‘루시드폴’에게 귤, 보현, 음악이란?                             | 2020.01.16  |
| 118-2 | 어떤,책임             | ‘박나래’ 님께 추천하고 싶은 책 3권                                  | 2020.01.17  |
| 119-1 | 김하나의 측면돌파     | 시인 문보영, 아무말대잔치와 시의 경계                               | 2020.01.23  |
| 119-2 | 삼천포책방            | 디즈니는 왜 고아를 등장시키나                                       | 2020.01.24  |
| 120-1 | 오은의 옹기종기       | 정재윤, 책읽아웃 연락을 기다린 90년대생 작가                        | 2020.01.30  |
| 120-2 | 어떤,책임             | 편견을 날려버린 책 BEST 3                                           | 2020.01.31  |
| 121-1 | 김하나의 측면돌파     | 솜이 집사이자 만화가, 마일로가 사랑을 알게 되기까지                 | 2020.02.06  |
| 121-2 | 삼천포책방            | 당신이 만약 화장실에서 울고 있다면                                  | 2020.02.07  |
| 122-1 | 오은의 옹기종기       | 양준일이 책을 낸 이유? 출구 없는 토크!                              | 2020.02.13  |
| 122-2 | 어떤,책임             | 다 싫어질 때 읽으면 좋을 책 (with 김예스)                           | 2020.02.14  |
| 123-1 | 김하나의 측면돌파     | 소설가 박민정 “처음 생각과 결과물이 같으면 매력이 없어요”           | 2020.02.20  |
| 123-2 | 삼천포 책방           | 이것이 바로 침묵의 힘이다                                           | 2020.02.21  |
| 124-1 | 오은의 옹기종기       | 임이랑이 식물을 좋아하는 이유                                       | 2020.02.27  |
| 124-2 | 어떤책임              | 봄을 기다리며 읽는 책 BEST 3                                        | 2020.02.28  |
| 125-1 | 김하나의 측면돌파     | ‘엄마 졸업’ 오소희 작가, 나를 찾는 15가지 방법                      | 2020.03.05  |
| 125-2 | 삼천포 책방           | 언제, 어떻게, 무엇을, 왜 먹을까                                     | 2020.03.06  |
| 126-1 | 오은의 옹기종기       | 130쇄 베스트셀러의 특별한 비밀 (최승필, 공부머리 독서법)            | 2020.03.12  |
| 126-2 | 어떤책임              | 또 다른 나를 발견한 책                                              | 2020.03.13  |
| 127-1 | 김하나의 측면돌파     | 이현우 대표, 퇴사 후 창업했으나 사장이 10명인 건에 대하여           | 2020.03.19  |
| 127-2 | 삼천포 책방           | 배움과 공생의 감각과 꿈 이야기                                      | 2020.03.20  |
| 128-1 | 오은의 옹기종기       | 남궁인 작가가 ‘사랑’ 이야기로 돌아온 이유                           | 2020.03.26  |
| 128-2 | 어떤책임              | ‘일잘러’를 꿈꾸는 사람들에게                                        | 2020.03.27  |
| 129-1 | 김하나의 측면돌파     | 진행자에서 게스트로, 오은 시인의 다독임                             | 2020.04.02  |
| 129-2 | 삼천포 책방           | 여러분은 라디오를 들으시나요?                                       | 2020.04.04  |
| 130-1 | 오은의 옹기종기       | 감정에도 ‘긴장 관계’가 필요하다 (사회학자 김신식)                   | 2020.04.09  |
| 130-2 | 어떤책임              | 다독임이 필요한 사람에게 추천하는 책 3                              | 2020.04.10  |
| 131-1 | 김하나의 측면돌파     | 황두영 저자의 생활동반자법 A to Z                                   | 2020.04.16  |
| 131-2 | 삼천포 책방           | 스트리밍 시대의 책읽기                                              | 2020.04.17  |
| 132-1 | 오은의 옹기종기       | 아이돌 덕질로 마음을 치유했어요 (정지혜 작가)                       | 2020.04.23  |
| 132-2 | 어떤책임              | 옆집 아이에게 선물하고 싶은 그림책 3                                | 2020.04.24  |
| 133-1 | 김하나의 측면돌파     | 그저 이도우 소설로 불러주면 좋겠어요                                | 2020.04.30  |
| 133-2 | 삼천포 책방           | 얼렁뚱땅 만화특집 두 번째!                                          | 2020.05.01  |
| 134-1 | 오은의 옹기종기       | 정혜윤 라디오 PD = 아무튼 서성이는 작가                             | 2020.05.07  |
| 134-2 | 어떤책임              | 분노가 치밀 때 읽으면 좋을 책 (with 이프로)                         | 2020.05.08  |
| 135-1 | 김하나의 측면돌파     | 이수정, 이다혜 ”우리는 연대하기 위해 이 방송에 왔습니다”            | 2020.05.14  |
| 135-2 | 삼천포 책방           | 조금 달라 보이는 사람들                                             | 2020.05.15  |
| 136-1 | 오은의 옹기종기       | 핫펠트 “글 쓰면서 강해졌어요” (라이브 공개)                         | 2020.05.21  |
| 136-2 | 어떤책임              | 일상탈출에는 이 책! (신예희 작가 깜짝 출연)                         | 2020.05.22  |
| 137-1 | 김하나의 측면돌파     | 이주현 기자가 조울의 사막을 건너는 방법                             | 2020.05.28  |
| 137-2 | 삼천포 책방           | 러브크래프트, 경비원, 의존적 가족                                   | 2020.05.29  |
| 138-1 | 오은의 옹기종기       | SNS 중독에 ‘창작’을 입힌 만화가 ‘재수’                              | 2020.06.04  |
| 138-2 | 어떤책임              | 좋은 ‘태도’가 읽히는 책 BEST 3                                      | 2020.06.05  |
| 139-1 | 김하나의 측면돌파     | 김이나 작사가 “사랑방 노인처럼 늙어가고 싶어요”                     | 2020.06.11  |
| 139-2 | 삼천포 책방           | 세상을 떠난 너에게                                                  | 2020.06.12  |
| 140-1 | 오은의 옹기종기       | 80년생 77사이즈 김지경 MBC 기자가 찾은 ‘내 자리’                    | 2020.06.18  |
| 140-2 | 어떤책임              | 어린이, 청소년, 성인이 함께 읽어도 좋은 책                          | 2020.06.19  |
| 141-1 | 김하나의 측면돌파     | 이남옥 교수 “평생 엄마를 미워하는 당신에게”                         | 2020.06.25  |
| 141-2 | 삼천포 책방           | 건축가, 토요일, 역사의 기억                                         | 2020.06.26  |
| 142-1 | 오은의 옹기종기       | 베스트셀러를 예상한 ‘김규진’ 작가의 레즈비언으로 잘 사는 법         | 2020.07.02  |
| 142-2 | 어떤책임              | 좋은 사회인이 되고 싶을 때 (with 김예스, 이프로)                    | 2020.07.03  |
| 143-1 | 김하나의 측면돌파     | 민은기 “난처한 클래식, 이렇게 들어보세요!”                          | 2020.07.09  |
| 143-2 | 삼천포 책방           | 살아남은 아이, 경영이란 무엇인가, 환한 내면으로                     | 2020.07.10  |
| 144-1 | 오은의 옹기종기       | ‘톨콩’ 김하나 작가의 ‘말하기’ 노하우 전격 공개                      | 2020.07.16  |
| 144-2 | 어떤책임              | 무턱대고 귀여운 책, 출연진도 다 반한 3권                            | 2020.07.17  |
| 145-1 | 김하나의 측면돌파     | 방송인 타일러, 기후 위기를 알리는 ‘요정’이 되다                     | 2020.07.23  |
| 145-2 | 삼천포 책방           | 사이드 허슬, 김지은, 일하지 않는 삶                                 | 2020.07.24  |
| 146-1 | 오은의 옹기종기       | 에세이스트 김신회가 ‘아무튼, 여름’을 쓴 이유 – 대구 공개방송 1편    | 2020.07.30  |
| 146-2 | 오은의 옹기종기       | 김신회 작가의 특별 코칭 ‘에세이 잘 쓰는 법’ – 대구 공개방송 2편     | 2020.07.31  |
| 147-1 | 김하나의 측면돌파     | 이랑 “제가 어디로 가는지 신은 알고 계실까요?”                       | 2020.08.06  |
| 147-2 | 삼천포 책방           | 작가들의 작가, 비와 우산, 베스트셀러 비평                           | 2020.08.07  |
| 148-1 | 오은의 옹기종기       | 83년생 작가 특집 ‘에세이 연재의 좋은 점’ (김민섭, 남궁인 작가)      | 2020.08.13  |
| 148-2 | 어떤책임              | 주말 아침, 눈 뜨자마자 읽으면 좋을 책                               | 2020.08.14  |
| 149-1 | 김하나의 측면돌파     | 영화인 심재명 "역할 모델이 있는 게 중요해요"                        | 2020.08.20  |
| 149-2 | 삼천포 책방           | 예상 못 한 위로, 순정 SF, 독서로 하는 명상                          | 2020.08.21  |
| 150-1 | 오은의 옹기종기       | 소설가 정용준의 무해하고 다정한 매력 속으로                         | 2020.08.27  |
| 150-2 | 어떤책임              | 밀레니얼 세대에게 꼭 추천하고 싶은 책 3                             | 2020.08.28  |
| 151-1 | 젊은작가 공개방송 1부 | 안미옥, 황인찬 시인과 한여름 밤의 시 토크!                          | 2020.09.03  |
| 151-2 | 젊은작가 공개방송 2부 | '낭독 장인' 시인들의 시를 읽고 쓰는 시간 (with 황인찬, 안미옥 시인) | 2020.09.04  |
| 152-1 | 오은의 옹기종기       | ‘뇌부자들’ 김지용이 말하는 솔직한 정신과 이야기                     | 2020.09.10  |
| 152-2 | 어떤책임              | 코로나 블루를 이길 수 있는 책 BEST 3                                | 2020.09.11  |
| 153-1 | 김하나의 측면돌파     | 이길보라 감독 "'CODA'를 알게 된 그 순간"                            | 2020.09.17  |
| 153-2 | 삼천포 책방           | 트랜스 휴먼, just do it, 잘 싸우는 법                               | 2020.09.18  |
| 154-1 | 오은의 옹기종기       | 원더걸스 ‘혜림’이 찾은 공동 제작자는 누구?                          | 2020.09.24  |
| 154-2 | 어떤책임              | 은근히 자극적인 책 (+깜짝 전화 연결 성공?!)                         | 2020.09.25  |
| 155-1 | 김하나의 측면돌파     | 윤단비 감독 "영화가 저를 특별하게 만들어줘요"                       | 2020.10.01  |
| 155-2 | 삼천포 책방           | 시 같은 에세이, 작은 존재의 큰일 ,생활 밀착형 과학                  | 2020.10.02  |
| 156-1 | 오은의 옹기종기       | 이기준 디자이너 “왜 카페에서 일하냐고요?”                           | 2020.10.08  |
| 156-2 | 어떤책임              | 맥주 한 모금 같은 책 BEST 3                                         | 2020.10.09  |
| 157-1 | 김하나의 측면돌파     | 강화길, 「화이트 호스」는 나에게 필요한 소설이었다                  | 2020.10.15  |
| 157-2 | 삼천포 책방           | 살아있음, 풍요의 비밀, 천직을 찾아서                                | 2020.10.16  |
| 158-1 | 오은의 옹기종기       | 진심주의자 ‘조해진’의 소설 쓰는 세계                                | 2020.10.22  |
| 158-2 | 어떤책임              | 장르문학, 어디부터 시작할까? (f. 김용언 미스테리아 편집장)          | 2020.10.23  |
| 159-1 | 김하나의 측면돌파     | 소설가 정영수, '쓸 수 있다'는 생각이 주는 것                        | 2020.10.29  |
| 159-2 | 삼천포 책방           | 책읽아웃 3주년 특집 - 측면돌파 인생 회차 top15는?                   | 2020.10.30  |
| 160-1 | 오은의 옹기종기       | 가수 장기하, 답답해서 책을 썼습니다                                 | 2020.11.05  |
| 160-2 | 어떤책임              | 책읽아웃 3주년 특집 ‘탄생부터 속마음까지’ 탈탈 털어 알려 드림       | 2020.11.06  |
| 161-1 | 김하나의 측면돌파     | 소설가 조우리, 아직 많은 시간이 남았다고 말해주고 싶다              | 2020.11.12  |
| 161-2 | 삼천포 책방           | 괜찮은데?, 알 것만 같은 순간, 전지적 반려견 시점                    | 2020.11.13  |
| 162-1 | 오은의 옹기종기       | 이슬아, 부지런하게 만들 수밖에 없었어요                             | 2020.11.19  |
| 162-2 | 어떤책임              | 이 작가의 다음 책이 기다려진다                                      | 2020.11.20  |
| 163-1 | 김하나의 측면돌파     | 황인숙 시인, 고양이와 사랑이 시작된 순간                            | 2020.11.26  |
| 163-2 | 삼천포 책방           | 돌보고 돌봄 받는 삶에 관하여                                        | 2020.11.27  |
| 164-1 | 오은의 옹기종기       | 오지은, 성진환 부부가 말하는 ‘행복의 가능성’                        | 2020.12.03  |
| 164-2 | 어떤책임              | 리뷰를 꼭 쓰고 싶은 책 BEST 3                                       | 2020.12.04  |
| 165-1 | 김하나의 측면돌파     | 김소영, '어린이라는 세계'와 만나다                                  | 2020.12.10  |
| 165-2 | 삼천포 책방           | 내 이야기, 번아웃, 한 번쯤 해본 상상                                | 2020.12.11  |
| 166-1 | 오은의 옹기종기       | 작가들이 사랑하는 소설가 ‘황정은’, 드디어 출연!                     | 2020.12.17  |
| 166-2 | 어떤책임              | 코로나, 페미니스트, 배달… 우리가 꽂힌 것들                          | 2020.12.18  |
| 167-1 | 김하나의 측면돌파     | 김수정 변호사, 내가 기록하는 이유                                   | 2020.12.24  |
| 167-2 | 삼천포 책방           | 특집! 크리스마스에 읽으면 좋을 책 (feat. 삼천포밴드)                | 2020.12.25  |
| 168-1 | 오은의 옹기종기       | 소설가 장강명, 책 쓰고 싶은 사람에게 하고 싶은 말                   | 2020.12.31  |
|       |                       |                                                                     |             |

2021년
| 회차  | 코너              | 제목                                                                       | 업로드날짜 |
| ----- | ----------------- | -------------------------------------------------------------------------- | ---------- |
| 168-2 | 어떤책임          | 내 책장에서 끝까지 살아남을 책                                             | 2021.01.01 |
| 169-1 | 김하나의 측면돌파 | 김금희 소설에서 작가와 가장 많이 닮은 인물은?                              | 2021.01.07 |
| 169-2 | 삼천포 책방       | 필사의 밤, 가난의 모습, 육아서의 바이블                                    | 2021.01.08 |
| 170-1 | 오은의 옹기종기   | 작지만 나쁜 기억, 두려워하지 않아도 됩니다 (f. 최연호 소아청소년과 전문의) | 2021.01.14 |
| 170-2 | 어떤책임          | 새해 계획 세우기 전, 이 책부터! BEST 3                                     | 2021.01.15 |
| 171-1 | 김하나의 측면돌파 | 내 감정을 다루기 힘든 당신에게 (전미경 정신건강의학과 전문의)              | 2021.01.21 |
| 171-2 | 삼천포 책방       | 우리 만남은 우연이 아니야                                                  | 2021.01.22 |
| 172-1 | 오은의 옹기종기   | 한 인간으로 행복한 엄마 되기 (이영미 작가)                                 | 2021.01.28 |
| 172-2 | 어떤책임          | 목표를 이뤘지만 방황하는 사람에게 추천하는 책                              | 2021.01.29 |
| 173-1 | 김하나의 측면돌파 | 나만의 뿌리를 만들어가는 일 (임현주 아나운서)                              | 2021.02.04 |
| 173-2 | 삼천포 책방       | 땡땡의 땡땡! 따로 또 같이 들여다보기                                       | 2021.02.05 |
| 174-1 | 오은의 옹기종기   | 뮤지션 요조, 제가 글을 쓰는 이유는요                                       | 2021.02.11 |
| 174-2 | 어떤책임          | 권태를 느낄 때 읽으면 좋을 책 BEST 3                                       | 2021.02.12 |
| 175-1 | 김하나의 측면돌파 | 걱정에 진심인 배우 문소리의 '세 자매 이야기'                               | 2021.02.18 |
| 175-2 | 삼천포 책방       | 온기 있는 생명, 사유의 미로, 정상성                                        | 2021.02.19 |
| 176-1 | 오은의 옹기종기   | 함민복 시인, 길 만한 글이 어디 있을까요?                                   | 2021.02.25 |
| 176-2 | 어떤책임          | 제목에 꽂힌 책, 마음에도 꽂히더라                                          | 2021.02.26 |
| 177-1 | 김하나의 측면돌파 | 제목 없는 것들을 '살리는 일' (박소영 작가, 박정민 배우)                    | 2021.03.04 |
| 177-2 | 삼천포 책방       | 혈귀, 흰바위코뿔소, 상상력                                                 | 2021.03.05 |
| 178-1 | 오은의 옹기종기   | 김혼비, 박태하 작가 "저희만 재밋는 거 아니죠? ㅋㅋ"                        | 2021.03.11 |
| 178-2 | 어떤책임          | 이 책 읽었다고 자랑하고 싶어요                                             | 2021.03.12 |
| 179-1 | 김하나의 측면돌파 | 김겨울, 가장 '겨울서점'다운 이야기                                         | 2021.03.18 |
| 180-1 | 오은의 옹기종기   | 소설가 편혜영, 실종자 이야기가 왜 많을까요?                                | 2021.03.25 |
| 179-2 | 삼천포책방        | 경양식, 호아킨 소로야, 관계의 사생활                                       | 2021.03.19 |
| 180-1 | 오은의 옹기종기   | 소설가 편혜영, 실종자 이야기가 왜 많을까요?                                | 2021.03.25 |
| 180-2 | 오은의 옹기종기   | 밑줄 긋느라 정신 없었던 책                                                 | 2021.03.26 |
| 181-1 | 김하나의 측면돌파 | 소설가 은모든 "전 제가 쓴 게 좋아요"                                       | 2021.04.01 |
| 181-2 | 김하나의 측면돌파 | 박완서, 보도 사진, 돈의 역사                                               | 2021.04.02 |
| 182-1 | 오은의 옹기종기   | 김동식 소설가 "댓글은 글의 모든 것이죠"                                    | 2021.04.08 |
| 182-2 | 오은의 옹기종기   | 캘리, 프엄, 불현듯은 모두 ENFP라는 사실                                    | 2021.04.09 |
| 183-1 | 김하나의 측면돌파 | 천문학자 심채경 "이면지 활용 도장 찍는 게 휴식이에요"                      | 2021.04.15 |
| 183-2 | 김하나의 측면돌파 | 식물갤러리, 책읽아웃 유니버스, 의식의 흐름                                 | 2021.04.16 |
| 184-1 | 오은의 옹기종기   | 미술 크리에이터 '이연', 모범생이 유튜버가 되기까지                         | 2021.04.22 |
| 184-2 | 오은의 옹기종기   | 나에게 용기와 싸랑을 준 책 BEST 3                                          | 2021.04.23 |
| 185-1 | 김하나의 측면돌파 | 작가 윤이나 "먹고 사는 문제가 해결된다면 소원이 없겠다"                    | 2021.04.29 |
| 185-2 | 김하나의 측면돌파 | 양희은, 필요를 만드는 사람들, 자기 계발의 세계                             | 2021.04.30 |
| 186-1 | 오은의 옹기종기   | 제주에 사는 '강 추진만' 강지혜 시인 이야기                                 | 2021.05.06 |
| 186-2 | 오은의 옹기종기   | 배우 윤여정만큼 멋진 책                                                    | 2021.05.07 |
| 187-1 | 김하나의 측면돌파 | 작가 정문정 "제 인생이 바로 측면돌파였죠."                                 | 2021.05.13 |
| 187-2 | 김하나의 측면돌파 | I would prefer not to, 철학 여행, 카피바라                                 | 2021.05.14 |
| 188-1 | 오은의 옹기종기   | 구병모 월드에 진입하시겠습니까? (노래 실력 대공개)                         | 2021.05.20 |
| 188-2 | 오은의 옹기종기   | 미래가 막막할 때 읽으면 좋을 책                                            | 2021.05.21 |
| 189-1 | 김하나의 측면돌파 | 장류진 소설가와 함께한 특집 공개방송 1부                                   | 2021.05.27 |
| 189-2 | 김하나의 측면돌파 | 장류진 소설가와 함께한 특집 공개방송 2부                                   | 2021.05.28 |
| 190-1 | 오은의 옹기종기   | 이소영 교수, '별것 아닌 선의'에 응답하는 일                                | 2021.06.03 |
| 190-2 | 오은의 옹기종기   | 신박한 기획이 엿보인 책 3권                                                | 2021.06.04 |
| 191-1 | 김하나의 측면돌파 | 황선우 작가, 야무치게 돌아온 '황프라 윈프리'                               | 2021.06.10 |
| 191-2 | 김하나의 측면돌파 | 두께와 깊이, 궁궈 산책, 여성의 욕구                                        | 2021.06.11 |
| 192-1 | 오은의 옹기종기   | 소설가 장유정, 이번엔 나르시시스트를 말하다                                | 2021.06.17 |
| 192-2 | 오은의 옹기종기   | 우리에게 좋은 자극을 준 책                                                 | 2021.06.18 |
| 193-1 | 김하나의 측면돌파 | 천선란 소설가, '마블보다 큰 세계'를 만드는 꿈                              | 2021.06.14 |
| 193-2 | 김하나의 측면돌파 | 할머니 카드, 조용히 게워내기, 노래하는 문장                                | 2021.06.25 |
| 194-1 | 오은의 옹기종기   | 배우 김꽃비 "바이크 전도사가 된 이유"                                      | 2021.07.01 |
| 194-2 | 오은의 옹기종기   | 어린 시절의 나에게 선물하고 싶은 책                                        | 2021.07.02 |
| 195-1 | 김하나의 측면돌파 | 이연실 편집자 "더 열심히 좋아해요 우리"                                    | 2021.07.08 |
| 195-2 | 김하나의 측면돌파 | 절단신공, 만다꼬, 영어덜트                                                 | 2021.07.09 |
| 196-1 | 오은의 옹기종기   | 정세랑의 에세이를 사랑하지 않을 순 없어                                    | 2021.07.15 |
| 196-2 | 오은의 옹기종기   | 이 책, 선물하기 딱 좋다!                                                   | 2021.07.16 |
| 197-1 | 김하나의 측면돌파 | 제현주 작가 "ESG? 임팩트 투자? 그게 대체 뭐야?"                            | 2021.07.22 |
| 197-2 | 김하나의 측면돌파 | 대신 읽고 요약해드립니다(feat.요약기계)                                    | 2021.07.23 |
| 198-1 | 오은의 옹기종기   | 시니컬하면서 위트 있는 유희경 시인의 '시집 서점' 이야기                    | 2021.07.29 |
| 198-2 | 오은의 옹기종기   | 이것이 진짜 페이지터너 아니겠어요?!                                        | 2021.07.30 |
| 199-1 | 김하나의 측면돌파 | 소설가 윤고은 "빈틈의 매력도 '대거상' 급"                                  | 2021.08.05 |
| 199-2 | 김하나의 측면돌파 | 털 달린 게 최고야!                                                         | 2021.08.06 |
| 200-1 | 오은의 옹기종기   | 압도적 텐션! 술집 가고 싶게 만드는 작가 '김혜경'                           | 2021.08.12 |
| 200-2 | 오은의 옹기종기   | 이 작가라면 자신 있게 추천합니다                                           | 2021.08.13 |
| 201-1 | 김하나의 측면돌파 | 손희정 평론가 "여성 영화감독들이 그린 우주를 만나 보세요"                  | 2021.08.19 |
| 201-2 | 김하나의 측면돌파 | 사고처럼 치이는 애정의 마음                                                | 2021.08.20 |
| 202-1 | 오은의 옹기종기   | 박연준 시인 "쓰는 기분이 중요해요"                                         | 2021.08.26 |
| 202-2 | 오은의 옹기종기   | 지구적 관점에서 좋은 책                                                    | 2021.08.27 |
| 203-1 | 김하나의 측면돌파 | 슬릭X이랑 "웃음, 눈물, 위로 담긴 편지 같은 대화"                           | 2021.09.02 |
| 203-2 | 김하나의 측면돌파 | 삼천포책방 고별 방송 "시작은 책이었으나 끝은 여기"                         | 2021.09.03 |
| 204-1 | 오은의 옹기종기   | 소설가 최은영 "제 이야기를 들어줘서 고마워요"                              | 2021.09.09 |
| 204-2 | 오은의 옹기종기   | 우리의 밤을 밝힌 책                                                        | 2021.09.10 |
| 205-1 | 특집              | 도서 MD의 온앤오프(김유리 양찬 MD)                                         | 2021.09.16 |
| 205-2 | 특집              | 그냥X단호박 플레이리스트 "집안일 하면서 들으면 좋을 책"                    | 2021.09.17 |
| 206-1 | 오은의 옹기종기   | 소설가 한강 "지극한 사랑에 관한 이야기"                                    | 2021.09.23 |
| 206-2 | 오은의 옹기종기   | 종합선물세트 같은 책                                                       | 2021.09.24 |
| 207-1 | 특집              | 도서 MD의 온 앤 오프 #2 (김소정 이나영 MD)                                 | 2021.09.30 |
| 207-2 | 특집              | 그냥X단호박 플레이리스트 #2 "인연에 대해 생각할 때 읽으면 좋을 책"         | 2021.10.01 |
| 208-1 | 황정은의 야심한책 | 박상영 작가 "역대급 징징댐 끝에 탄생한 소설"                               | 2021.10.07 |
| 208-2 | 황정은의 야심한책 | 한자, 그냥, 단호박의 삼자대책 의미는?                                      | 2021.10.08 |
| 209-1 | 오은의 옹기종기   | 유진목 시인 "우리 같이 살아보자는 이야기"                                  | 2021.10.14 |
| 209-2 | 오은의 옹기종기   | 달리고 싶어? 그럼 이 책을!                                                 | 2021.10.15 |
| 210-1 | 황정은의 야심한책 | 만화가 다드래기 "존재하는 모든 이의 안부를 묻다"                           | 2021.10.21 |
| 210-2 | 황정은의 야심한책 | 태어났으니 이왕이면 행복하도록                                             | 2021.10.22 |
| 211-1 | 오은의 옹기종기   | 소설가 정지돈 "다른 방식의 산책과 위로"                                    | 2021.10.28 |
| 211-2 | 오은의 옹기종기   | '지금' 읽으면 더 좋은 책입니다                                             | 2021.10.29 |
| 212-1 | 황정은의 야심한책 | 조해진 소설가 "소설에 대한 변치 않는 믿음"                                 | 2021.11.04 |
| 212-2 | 황정은의 야심한책 | 사람들은 '...'을 원한다                                                    | 2021.11.05 |
| 213-1 | 오은의 옹기종기   | 컬투 김태균 "이제 그만 미안해 하고 싶어요"                                 | 2021.11.11 |
| 213-2 | 오은의 옹기종기   | 사랑하는 사람과 크게 싸웠을 때                                             | 2021.11.12 |
| 214-1 | 황정은의 야심한책 | 최진영 소설가 "성장하자. 글을 쓰자"                                        | 2021.11.18 |
| 214-2 | 황정은의 야심한책 | 같이 좋아지기 위하여                                                       | 2021.11.19 |
| 215-1 | 오은의 옹기종기   | 양다솔 작가 "농담이 저의 1순위 무기입니다 ㅋㅋ"                            | 2021.11.25 |
| 215-2 | 오은의 옹기종기   | 왜 이제 만났을까, 이 귀한 책을                                             | 2021.11.26 |
| 216-1 | 황정은의 야심한책 | 기록노동자 희정 "인간의 애씀을 애정해요"                                   | 2021.12.02 |
| 216-2 | 황정은의 야심한책 | 책임을 묻지 않는 세상에 대하여                                             | 2021.12.03 |
| 217-1 | 오은의 옹기종기   | 이지은 편집자 "베스트셀러, 이렇게 만들어집니다"                            | 2021.12.09 |
| 217-2 | 오은의 옹기종기   | 나이 들었다고 느낄 때, 바로 이 책                                          | 2021.12.10 |
| 218-1 | 황정은의 야심한책 | 관계전문가 김지윤 "엄마와 거리두면서 공존하기"                             | 2021.12.16 |
| 218-2 | 황정은의 야심한책 | 아침의 크루아상 같은 소소한 감각                                           | 2021.12.17 |
| 219-1 | 오은의 옹기종기   | 연말 특집, 우리가 각별하게 생각한 에피소드                                 | 2021.12.23 |
| 219-2 | 오은의 옹기종기   | 연말에 가장 나누고 싶은 책 BEST 3                                          | 2021.12.24 |
| 220-1 | 황정은의 야심한책 | 문유석 작가 "차마 못하는 마음으로"                                         | 2021.12.30 |
| 220-2 | 황정은의 야심한책 | 종합선물세트의 매력                                                        | 2021.12.31 |